# نیکولا کوچولو (فیلم)
نیکولا کوچک (فرانسوی: Le Petit Nicolas‎) فیلمی فرانسوی در سبک کمدی و خانوادگی و براساس مجموعه کتاب‌هایی به همین نام اثر رنه گوسینی است که در سال ۲۰۰۹ منتشر شد.

## بازیگران
- والری لمرسیر
- کاد مراد
- ساندرین کیبرلین
- دانیل پروو
- ژرار ژونیو
- لوئیز بورگوئن
- میشل دوشوسوآ
- میشل گالابرو
- سرژ ریابوکین